# Torre de Ucanha
La torre de Ucanha es una construcción situada en la freguesia de Ucanha (distrito de Viseu, Portugal), que franquea uno de los extremos de un puente sobre el río Varosa. Se cree que cumplió funciones de defensa, peaje y ostentación señorial. Es monumento nacional desde 1910.
La torre, documentada desde 1163, da entrada al centro monástico cisterciense de Salzedas.